# Силен
Силен (грч. Σειληνός) у грчкој митологији био је пратилац и учитељ бога вина, Диониса.
Првобитни Силен представљао је човјека народне културе, који је био из шуме и имао је уши коња, а некада и реп и ноге коња. Каснији Силени били су пијани пратиоци Диониса, углавном ћелави и дебели, са широким уснама и здјепастим носем, а ноге су им биле људске. Касније је множина „Силени“ изашла из употребе, и користила се само за учитеља и вјерног пратиоца бога вина, Диониса. Озлоглашена пијаница, најчешће је био пијан, па су сатири морали да га придржавају или га је носио магарац. Силен је описан као најстарији, најмудрији и најпијанији пратилац Диониса. У Орфичким химнама се каже да је он учитељ младог бога. Ово га ставља у групу полуживотиња учитеља богова, која обухвата и Пријапа, Хермафродита, Кедалиона и Хирона, као и Паланта, Атениног учитеља.
Сматрало се да је Силен имао нарочита знања, као и способности предвиђања судбине када је био пијан. Фригијски краљ Мида је желио да учи од Силена, па га је заробио. Силен је краљу упутио песимистичне ријечи: „За човјека је најбоље да се никад не роди, а ако је већ рођен, да умре што прије.“
Друга верзија овог мита каже да се Силен одвојио од Дионисовње дружине, лутао и изгубио се у Фригији. Пронашли су га сељаци, који су га одвели код краља Миде, који га је добро угостио. У знак захвалности, Силен је приповиједао приче Миди, који је био одушевљен Силеновим маштаријама, па га је гостио пет дана и ноћи. Дионис је понудио награду Миди за његову љубазност према Силену, а Мида је одабрао „златни додир“ – моћ да све што додирне претвори у злато.
Силен би такође могао бити латински израз за злоупотребу око 211. године п. н. е, кога је употијебио Плаут у својој комедији Конопац да би описао Лабракса, превртљивог подвођача као "... Силен са стомаком у облику лонца, ћелав, дебео, са густим обрвама, мрког погледа, криминалац заборављен од бога"

## Силен у умјетности

### Књижевност
У Еурипидовој драми Киклопи, Силен је насукан са Сатирима у Сицилији, гдје су их поробили Киклопи. У драми Силен се обраћа сатирима као својој дјеци.
Силен се појевљује и у сатири римског цара Флавија Клаудија Јулијана, Цареви, гдје сједи поред богова и износи коментаре на разне владаре. Он у суштини служи као Јулијанов критички глас, усмјерен против Александра Великог, Јулија Цезара, Августа, Марка Аурелија (кога има дубоко поштује као колегу краља-мудраца), и Константина првог.
У четвртој књизи серијала Перси Џексон и богови Олимпа, бици за лавиринт, Силен је члан Савјета сатира. На крају књиге Савјет бива распуштен. Силен је антагониста, јер се сукабљава са Гровером Андервудом, најбољим другом Персија Џексона.
Силен и Бахус су ликови у фантастичном роману К. С. Луиса, Принц Каспијан, који је друга књига у серијалу Љетописи Нарније.
Мартин Силен је лик налик сатиру, који је пјесник-ходочасник који воли алкохол, у Спјеву о Хипериону, серијалу романа Дена Симонса.
Силен се појављује као заљубљиви сатир у дјечјој причи Одисеј у Змијском лавиринту, аутора Џејн Јолен и Роберта Ј. Хариса.
У роману Слика Доријана Греја, Силен се помиње као тријезни пратилац Диониса.

### Скулптура
Силен је чест лик у римским барељефима као дио Дионисове пратње на саркофазима, који садрже узвишене завјете дионизијског култа. Поново се појављује у Ренесанси: дворски патуљак је позирао за фигуру налик Силену који јаше корњачу на улазу у Giardino di Boboli, у Фиренци. Пијани Силен, слика Петера Паула Рубенса настала 1616. – 1617, налази се у Старој пинакотеци, у Минхену.